# مینگوانگ
مینگوانگ (به لاتین: Mingguang) یک county-level city در جمهوری خلق چین است که در چاجوا واقع شده‌است.